# Carpentaria acuminata
Carpentaria acuminata är en enhjärtbladig växtart som först beskrevs av Hermann Wendland och Carl Georg Oscar Drude, och fick sitt nu gällande namn av Odoardo Beccari. Carpentaria acuminata ingår i släktet Carpentaria och familjen Arecaceae. Inga underarter finns listade i Catalogue of Life.

## Bildgalleri

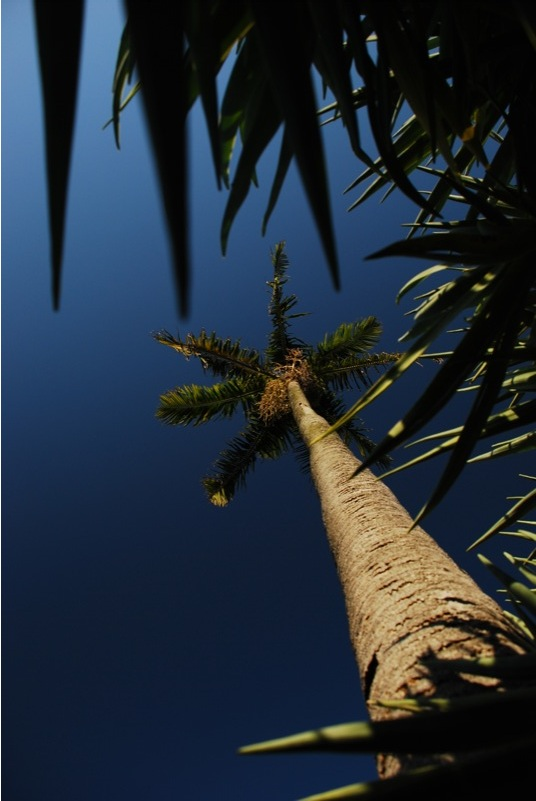
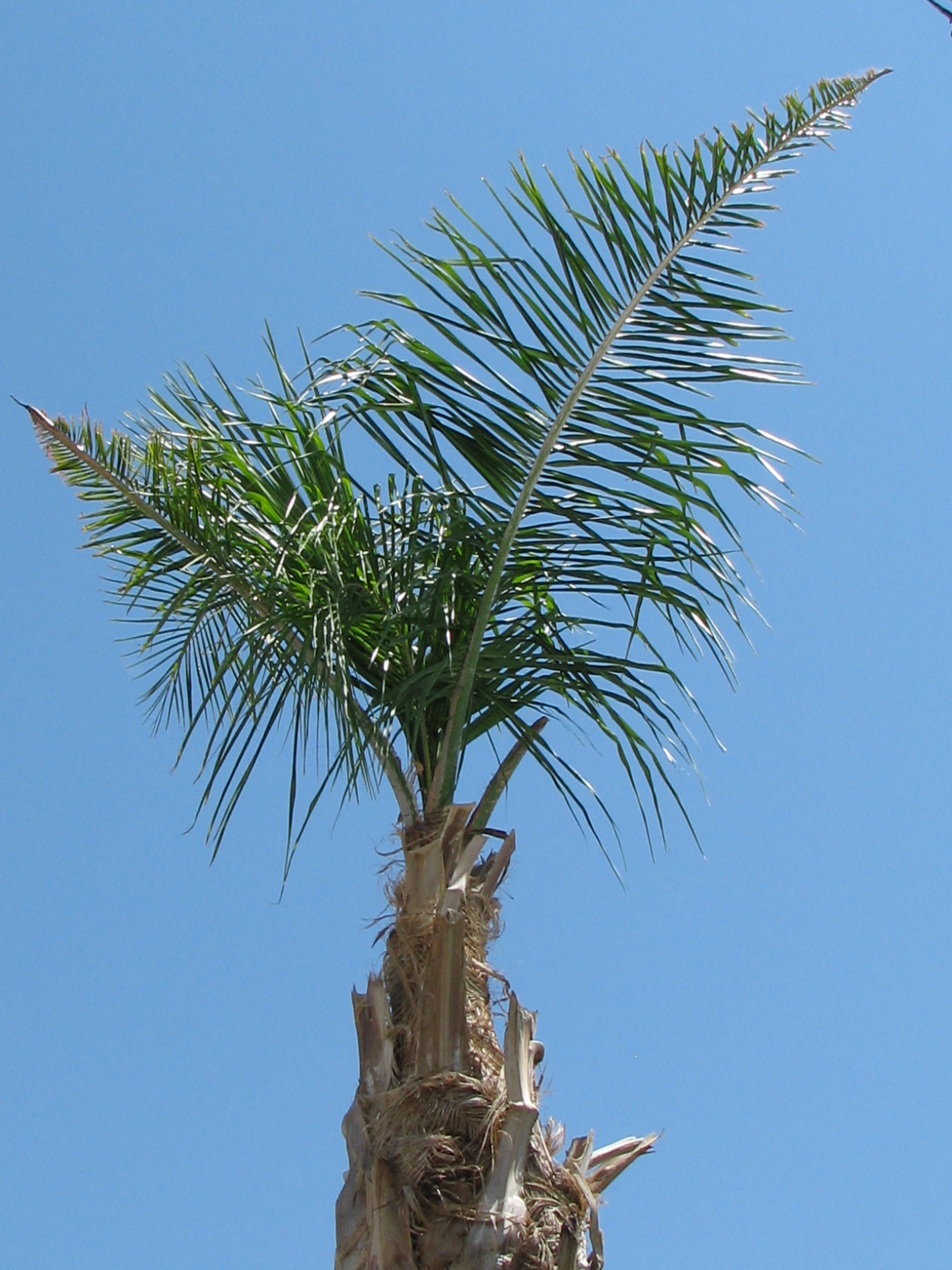